# Kristian Kostov
Kristian Konstantinov Kostov (en Bulgare : Кристиан Константинов Костов), né le 15 mars 2000 à Moscou en Russie, est un chanteur, compositeur, musicien et acteur russe et bulgare. Il est d'origine bulgare et kazakhe. Il représente la Bulgarie lors du Concours Eurovision de la chanson 2017 avec la chanson Beautiful Mess où il termine en deuxième position.

## Biographie
Kostov naît à Moscou d'un père Bulgare et une mère Kazakhe. Enfant, il apprend le bulgare et l'anglais par son père[réf. nécessaire].
Il participe en 2013 et 2014 à la version russe du télé-crochet The Voice Kids (en) ((ru) Голос). Son mentor est Dima Bilan et il atteint la finale en 2013[réf. souhaitée]. Après ce succès en Russie, il se décide pendant une visite en Bulgarie à passer une audition pour X Factor (en) où il atteint également la finale, mais échoue derrière Christiana Louizu.
Le 7 octobre 2016 sort son premier single Ne si za men (en) est publié par Virginia record.
Le 13 mars 2017, il est retenu pour représenter la Bulgarie au concours Eurovision de la chanson 2017 avec Beautiful Mess. Il finit à la seconde place derrière le Portugais Salvador Sobral et est le premier chanteur de l'Eurovision à être né dans la décennie 2000[réf. nécessaire].
Le 17 janvier 2018, il succède à Dua Lipa en gagnant le prix du public aux European Border Breakers Award.
En 2019 il est candidat à l'émission chinoise Singer 7. Il succède à Jessie J en 2018, comme candidat non chinois.

## Discographie

### Singles
- 2016 : Ne si za men (en)
- 2017 : You Got Me Girl (en)
- 2017 : Beautiful Mess
- 2017 : Глубина
- 2017 : Ty moi ogon
- 2018 : The One (I Need You)
- 2018 : Burning bridges
- 2018 : Get it
- 2018 : Rift
- 2018 : Shower Thoughts
- 2018 : Lullaby
- 2019 : Beautiful Mess (inspired by China)
- 2020 : Honest
- 2020 : Better
- 2020 : Depressed On Wednesday
- 2020 : Things I Like
- 2020 : Take Me Back
- 2020 : Thinking
- 2020 : Psycho
- 2020 : Welcome to the Show
- 2020 : Time
- 2020 : 2020
- 2021 : Built Different
- 2022 : Intentional
- 2023 : Mine
- 2023 : Iris
- 2025 : Az Sum Ti